# Renault UE Chenillette
Der Renault UE Chenillette ist ein kleiner Transportpanzer und Artillerieschlepper, der in den frühen 1930er-Jahren von der französischen Firma Renault produziert wurde. Seine Hauptaufgabe war der Transport von Munition und das Ziehen von Mörsern und leichten Geschützen.
Bei der deutschen Wehrmacht trug der Wagen später die Bezeichnung Infanterieschlepper UE 630 (f).

## Entwicklung
Seit 1922 versuchte das französische Militär, so viele Einheiten wie möglich zu motorisieren, dem stand jedoch ein begrenztes Budget entgegen. Daraufhin konzentrierte man sich auf die Produktion von kleinen Munitions- und Geschützschleppern. Im April 1930 wurde der erste Prototyp von Renault fertiggestellt und getestet. Es wurden bis zum März 1941 insgesamt 5168 Einheiten ausgeliefert und als Tracteur blindé (gepanzerter Schlepper), Chenillette (kleines Kettenfahrzeug) oder auch als Tankette bezeichnet.

## Beschreibung
Die Chenillette ist 2,94 Meter lang, 1,75 Meter breit und 1,24 Meter hoch. Die geringe Größe des Fahrzeugs limitierte die Frachtkapazität deutlich. Die dünne Panzerung von 9 mm reichte gerade noch aus, um Gewehrfeuer abzuwehren. Das Modell war ein hervorragendes Zugfahrzeug und außerdem dazu in der Lage, in einem Terrain Nachschub zu transportieren, das für Fahrzeuge auf Rädern unüberwindlich war.
Hinten im Panzer ist ein von innen kippbarer Transportbehälter mit bis zu 400 kg Zuladegewicht angebracht. Es wurde auch ein gepanzerter Anhänger mit Gleiskettenlaufwerk mit einem max. Zuladegewicht von 600 kg gebaut. Der Panzer wurde auch zum Ziehen von Pak- und Flak-Geschützen eingesetzt. Auf eine Bewaffnung des Panzers selbst wurde verzichtet.

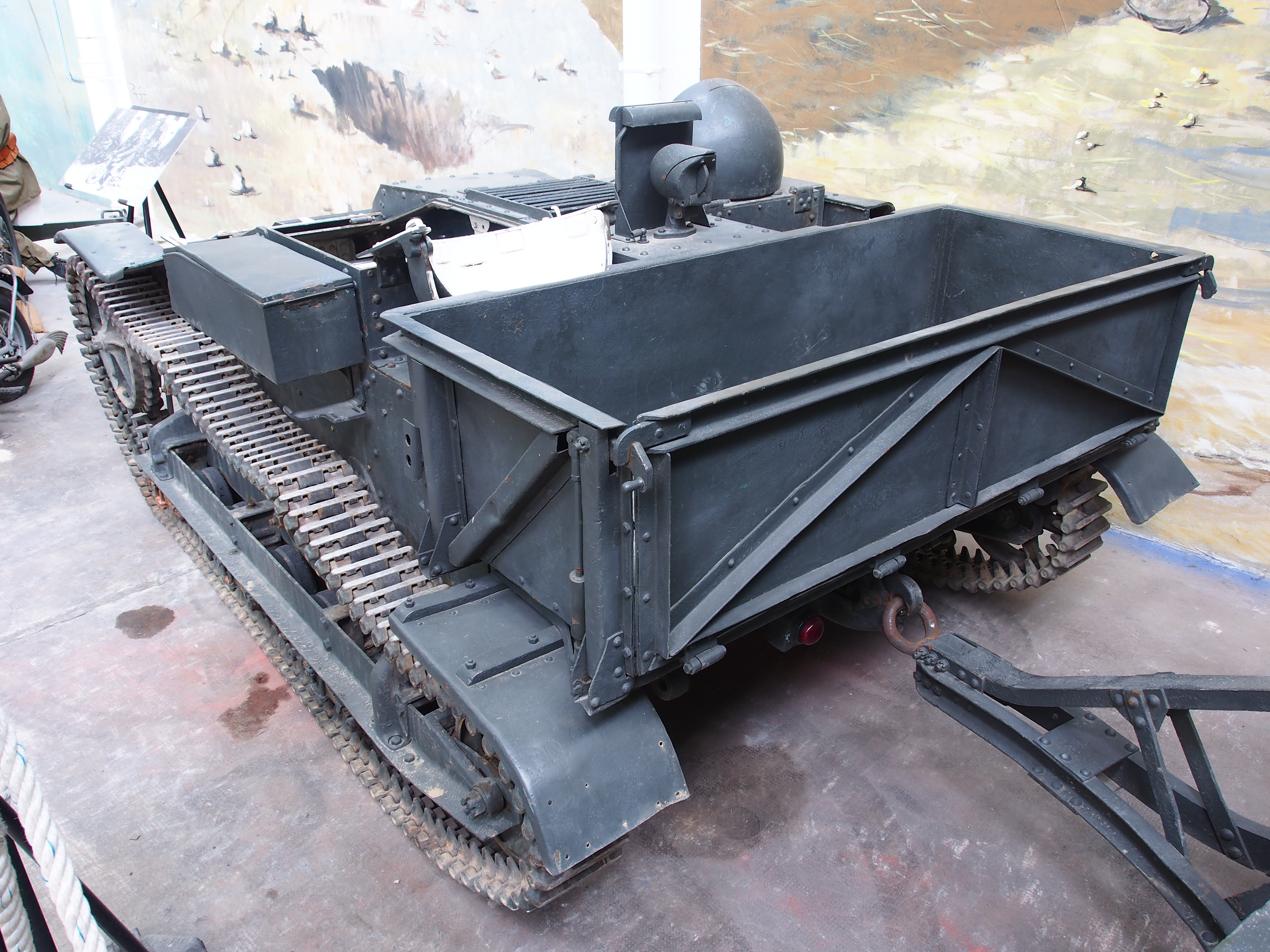
Transportbehälter einer Chenillette

## Einsatz durch Frankreich
Die Chenillette war bei den französischen Landstreitkräften weit verbreitet, und jedes Infanterieregiment wurde mit neun Fahrzeugen ausgestattet. Bei den mechanisierten Regimentern wurden bis zu 66 Fahrzeuge eingesetzt. Weil die Chenillette ein unbewaffnetes Fahrzeug war, durfte sie später, gemäß den Waffenstillstandsbedingungen von 1940, auch vom Vichy-Regime eingesetzt werden. Viele dieser Panzer wurden in Indochina benutzt. Sie stellten dort oft die einzigen funktionstüchtigen Panzerfahrzeuge dar.

## Einsatz bei der Wehrmacht

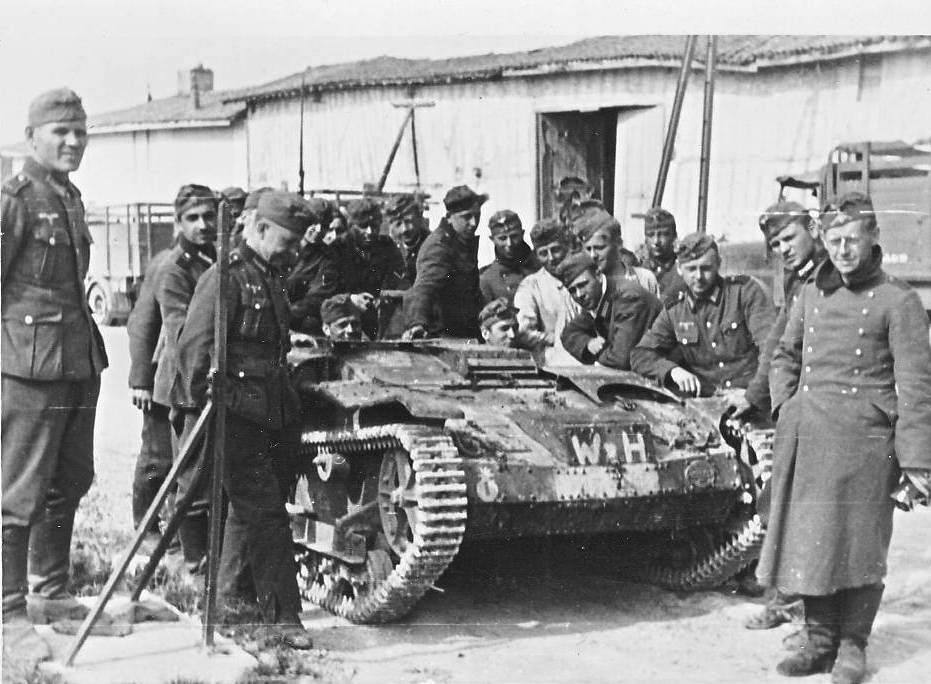
Wehrmachts-Soldaten mit erbeuteter Chenillette, die mit WH für Wehrmacht Heer gekennzeichnet wurde, in Frankreich 1940 kurz nach dem Sieg

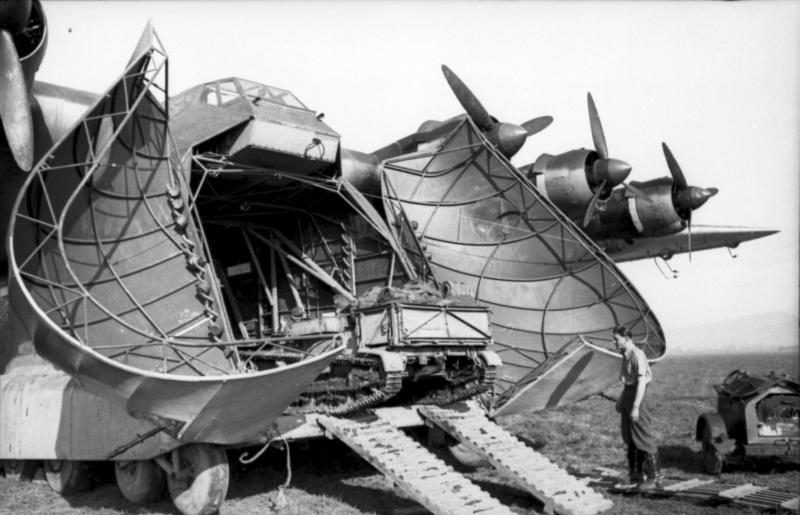
Ein Infanterieschlepper fährt im Januar 1943 in Tunesien rückwärts aus einer Me 323

Bereits während des Westfeldzugs 1940 setzte die Wehrmacht erbeutete Chenillette ein. Die Wehrmacht setzte dabei auch improvisierte Selbstfahrlafetten ein. Dabei wurden 3,7-cm-Pak-Geschütze provisorisch auf der Chenillette befestigt.
Nach dem Sieg über Frankreich setzte die Wehrmacht den UE unter der Bezeichnung Infanterieschlepper UE 630 (f) ein. Verschiedene Fachbücher geben die Anzahl der von der Wehrmacht genutzten Infanterieschlepper UE 630 (f) mit Zahlen von 1.200 bis zu 3.000 Einheiten an. Der Beutepanzer-Experte Alexander Lüdeke hält die Anzahl von etwa 3.000 Fahrzeugen für wahrscheinlicher. Die erbeuteten Panzer wurden in Issy-les-Moulineaux im AMX-Werk überholt, das von MAN betrieben wurde. Um zu verhindern, dass die auf deutscher Seite eingesetzten Infanterieschlepper UE 630 (f) von eigenen oder verbündeten Truppen angegriffen wurden, erfolgte eine Kennzeichnung mit übergroßen Balkenkreuzen. Die Wehrmacht setzte den Infanterieschlepper zum Ziehen von Pak-Geschützen der Kaliber 3,7 cm bis 7,62 cm und von leichten Infanterie-Geschützen ein. Bei leichteren Geschützen wurde in der Regel ein Anhänger angehängt, um Munition und Geschützmannschaft mitzutransportieren. Bei schweren Geschützen musste die Geschützmannschaft gesondert transportiert werden. Man bewaffnete das Fahrzeug teilweise auch mit ein bis zwei MG 34 Maschinengewehren. Ab Dezember 1940 wurden 700 Chenillette zu Panzerjägerselbstfahrlafetten mit 3,7-cm-Pak umgebaut. Dabei wurden Lafette und Schutzschild auf der Chenillette angebaut. Die Geschützmannschaft saß im Transportbehälter. Diese Selbstfahrlafetten kamen bei Infanterie-Einheiten zum Einsatz.
Andere Chenillette wurden in Munitionsschlepper Renault UE (f) umbenannt. Beim Munitionsschlepper wurden die Transportbehälter einiger Fahrzeuge mit gepanzerten Deckeln bestückt, um die Munition besser vor Beschuss zu schützen. Fernmeldeeinheiten setzten die Chenillette als Fernmeldekraftwagen auf Infanterieschlepper UE 630 (f) ein. Bei diesem wurden im Transportbehälter Kabeltrommeln angebracht, um Fernmeldekabel zu verlegen. Der Infanterieschlepper wurde auch als Mannschaftstransportwagen, Sanitätspanzer, Erkundungs- und Sicherungsfahrzeug eingesetzt.
Das Baukommando Becker schuf den Kleinen Funk- und Beobachtungspanzer auf Infanterieschlepper UE 630 (f). Dabei erhielt der Panzer statt des Transportbehälters einen Panzeraufbau für drei Soldaten. Diese 40 Funk- und Beobachtungspanzer wurden bei der Schnellen Brigade West eingesetzt. Das Baukommando Becker baute auch 40 Raketenwerfer in zwei Varianten. Bei der einen wurden vier 28/32-cm-Wurfrahmen an Stelle des Transportbehälters angebaut. Bei der anderen Variante wurden vier Startgestelle für Wurfgranaten seitlich am Panzer angebracht. Der Infanterieschlepper wurde außerdem auch als Schneefräse genutzt. Andere Exemplare dienten bei der Ausbildung deutscher Panzersoldaten. Es kam auch zum Einsatz von Infanterieschleppern als Sprengladungsträger.
Die Luftwaffe nutzte den Infanterieschlepper zum Transport von Flugzeugen und Bomben auf Flugplätzen. Für die Sicherung von Flugplätzen wurden Infanterieschlepper zum Gepanzerten-MG-Träger Renault UE (f) oder zum Sicherungsfahrzeug UE (f) umgebaut. Dazu erhielten diese unter anderem gepanzerte MG-Stände. Die MG-Stände wurden mit 7,62-mm- oder 13-mm-MG bestückt.
Beim Heereswaffenamt wurden sogar Überlegungen angestellt, die Produktion bei Renault wieder aufzunehmen. Dies scheiterte unter anderem daran, dass viele Produktionsmaschinen nicht mehr vorhanden waren.